# Antaxius beieri
Antaxius beieri is een rechtvleugelig insect uit de familie sabelsprinkhanen (Tettigoniidae). De wetenschappelijke naam van deze soort is voor het eerst geldig gepubliceerd in 1966 door Harz.
1. ↑  (en) Antaxius beieri op de IUCN Red List of Threatened Species.